# Курочкин, Кристоф
Кристоф Курочкин (фр. Christophe Kourotchkine; род. 12 ноября 1966) — французский актёр.

## Биография
В 1988—1990  годах учился на курсах Cours Florent.
В 1990—1993 годах обучался в Conservatoire National Superieur D'art Dramatique.
Свою первую роль Кристоф Курочкин исполнил в детективном сериале «Комиссар Мулен». Дебют в полнометражном кино состоялся в 1995 году в комедии Этьена Шатилье «Любовь в лугах».

## Творчество

### Фильмография

#### Кино
На французском языке:
- 1995 — Le Bonheur est dans le pré : Rémi
- 1996 — Un héros très discret : Homme à Versailles
- 2001 — Malraux, tu m'étonnes! : Paul Monin
- 2003 — Le Pharmacien de garde : Conférencier
- 2004 — L'Équipier : Lebras
- 2006 — Prête-moi ta main : Gaël
- 2007 — La Môme : policier
- 2008 — Taken : Gilles
- 2008 — Faubourg 36 : Lebeaupin
- 2008 — Rapt : Jean-Jacques Garnier
- 2011 — Monsieur Papa : Fred
- 2011 — Mike : Rudi
- 2011 — Les Lyonnais : Maître Ambre
- 2012 — Superstar : Fabrice
- 2012 — Pop Redemption : le commandant Riquenbaquet
- 2012 — Le Capital : Alfred
- 2013 — Dassault, l'homme au pardessus : Mike
- 2013 — Malavita : Sewage Plant Manager
- 2015 — Les Gorilles : Delorme
- 2015 — Les Rois du monde : Homme recouvrement loyer